# Museu de les Cultures del Vi de Catalunya
El Museu de les Cultures del Vi de Catalunya (VINSEUM) està situat a Vilafranca del Penedès (Alt Penedès). Antigament s'anomenava Museu de Vilafranca-Museu del Vi.

## Museu
El museu compta amb amplis fons propis, amb eines i estris antics i moderns, maquetes i models autèntics que reflecteixen l'evolució de la tecnologia aplicada a la vitivinicultura. Així, hom hi pot trobar àmfores, pitxells de ceràmica, copes d'estany i d'argent, exemplars de cristalleria de Bohèmia, Murano o La Granja de San Ildefonso, etc. També hi ha exemplars de l'artesania de la fusta i odres de pell, una bona col·lecció de porrons, etc.
Formen part dels fons diversos diorames de cellers i tavernes d'Egipte i de Roma, i també el celler del Monestir de Poblet.
Als fons relacionats amb la vitivinicultura cal afegir el fons d'art, de ceràmica (peces dels segles xii al xx) Geologia, Paleontologia, Ornitologia i Arqueologia, una de les primeres seccions del museu. A més, compta amb un Centre de Documentació del món del Vi, Arxiu musical i un important fons d'imatges.
També cal esmentar la col·lecció d'arts plàstiques on el vi ocupa un paper central, amb còpies molt notables d'artistes clàssics.
El Museu compta també amb un mòdul multisensorial anomenat La Mirada Tàctil, un espai d'interpretació tàctil adreçat a tothom però especialment adaptat i dissenyat per aquells visitants que presenten alguns tipus de dificultats visuals, ceguesa o mobilitat reduïda.

## Seus
La seu central és a la Plaça Jaume I, 1-5, a l'antic palau medieval dels monarques de la Corona d'Aragó, construït als segles xii-xiii, i molt modificat posteriorment. El 1936 fou comprat a la família Álvarez-Cuevas per l'Ajuntament de Vilafranca per a ubicar-hi el Museu.
Al seu costat hi ha Cal Pa i Figues, un edifici adquirit posteriorment per al Museu i reconstruït completament entre 1966 i 1975. El primer dels espais es troba en plena reforma, mentre que al segon s'hi ha instal·lat l'exposició estable Tast de VINSEUM, a la planta baixa i s'han condicionat espais de magatzem i oficines.
La capella gòtica de Sant Pelegrí, contigua a l'anterior immoble, és un espai rehabilitat com a sala d'exposicions temporals. Cremada el 1934, transformada en monument als caiguts del bàndol franquista, no fou reconstruïda fins a començament dels anys 1980. El 28 d'agost de 2007 s'inaugurà l'actual reforma, que ha permès millorar les instal·lacions i adequar-la a les exigències dels nous sistemes expositius.
Al carrer de la Palma, 24, a cinc minuts del Palau Reial, el Museu hi té instal·lat el seu Centre de Documentació de la Vinya i el Vi i la resta d'arxius.